# Каприњана (Лука)
Каприњана је насеље у Италији у округу Лука, региону Тоскана.
Према процени из 2011. у насељу је живело 62 становника. Насеље се налази на надморској висини од 821 м.